# 터키 해협

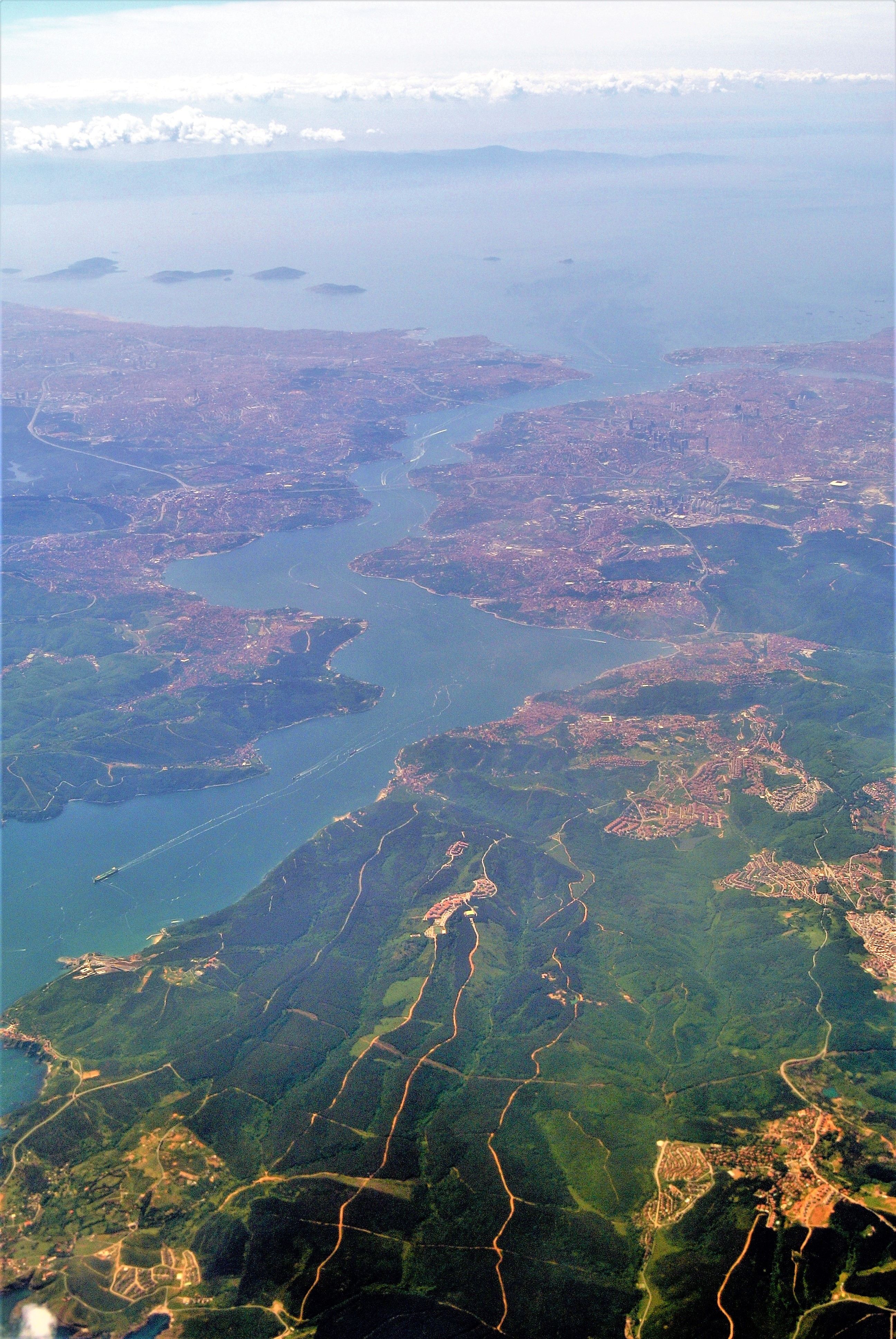

터키 해협(튀르키예어: Türk Boğazları)은 튀르키예 북서부에 있는 국제적으로 중요한 수로이다. 이 해협은 에게해, 지중해와 흑해를 연결하는 일련의 국제항로를 형성하고 있다. 다르다넬스 해협과 보스포루스 해협으로 구성되며, 이들 해협은 마르마라해의 양쪽 끝을 통과한다. 해협과 마르마라해는 튀르키예의 주권 영해의 일부이며 내해법의 적용을 받고 있다.
터키 해협은 유라시아 대륙의 서부에 위치하고 있으며, 유럽 대륙과 아시아 대륙의 경계이며, 유럽의 동쪽 트라키아와 아시아의 아나톨리아반도를 나누는 경계선으로 되어 있다. 국제통상·정치·전쟁에서 전략적으로 중요한 역할을 해왔기 때문에 터키 해협은 유럽과 세계의 역사에서 중요한 역할을 담당해 왔다. 1936년 이후 몽트뢰 협약에 따라 관리되고 있다.

## 지리
해협 지대는 해상 수로로서 동지중해, 발칸반도, 근동, 서유라시아를 따라 다양한 바다를 연결하고 있다. 구체적으로는 흑해에서 에게해, 지중해, 지브롤터를 경유하여 대서양, 수에즈 운하를 경유하여 인도양으로의 해상 수송을 가능하게 하고 있으며, 특히 러시아로부터의 물자 수송에 중요한 국제 수로가 되었다.
터키 해협은 다음 수로로 구성되어 있다.
- 보스포루스 해협: 마르마라해와 흑해를 연결하는 총 길이 약 30km, 폭 700m의 해협이다. 이 해협을 가진 이스탄불은 두 대륙을 건너는 도시이다. 3개의 현수교 (보스포루스 교, 파티흐 술탄 메흐메트 교, 야부즈 술탄 셀림 교)와 2개의 수중 터널(마르마라이 철도 터널, 아브라샤 터널)이 횡단하고 있다. 추가적인 횡단로 계획이 다양한 단계에서 논의되고 있다.

- 다르다넬스 해협: 길이 68km, 폭 1.2km의 해협으로 차나칼레 근처 남서부에서 마르마라해와 지중해를 연결한다. 고전 고대에서는 다르다넬스 해협이 '헬레스폰트'라는 이름으로 알려져 있었다. 해협과 서해안에 해당하는 갈리폴리반도는 제1차 세계 대전 중 갈리폴리 전투가 일어난 곳이다. 2022년 3월 18일 개통한 1915 차나칼레교는 북서부 차나칼레주 유럽 쪽 겔리볼루 지역과 아나톨리아 쪽 라프세키 지역을 연결하며 해협을 건너는 최초의 다리이다.[1]

경제 활동의 진전은 고유의 돌고래와 쇠돌고래 등의 해양 생태계를 위협하고 있다.

## 같이 보기
- 유라시아
- 마르마라 지역